# Klaus Huhn

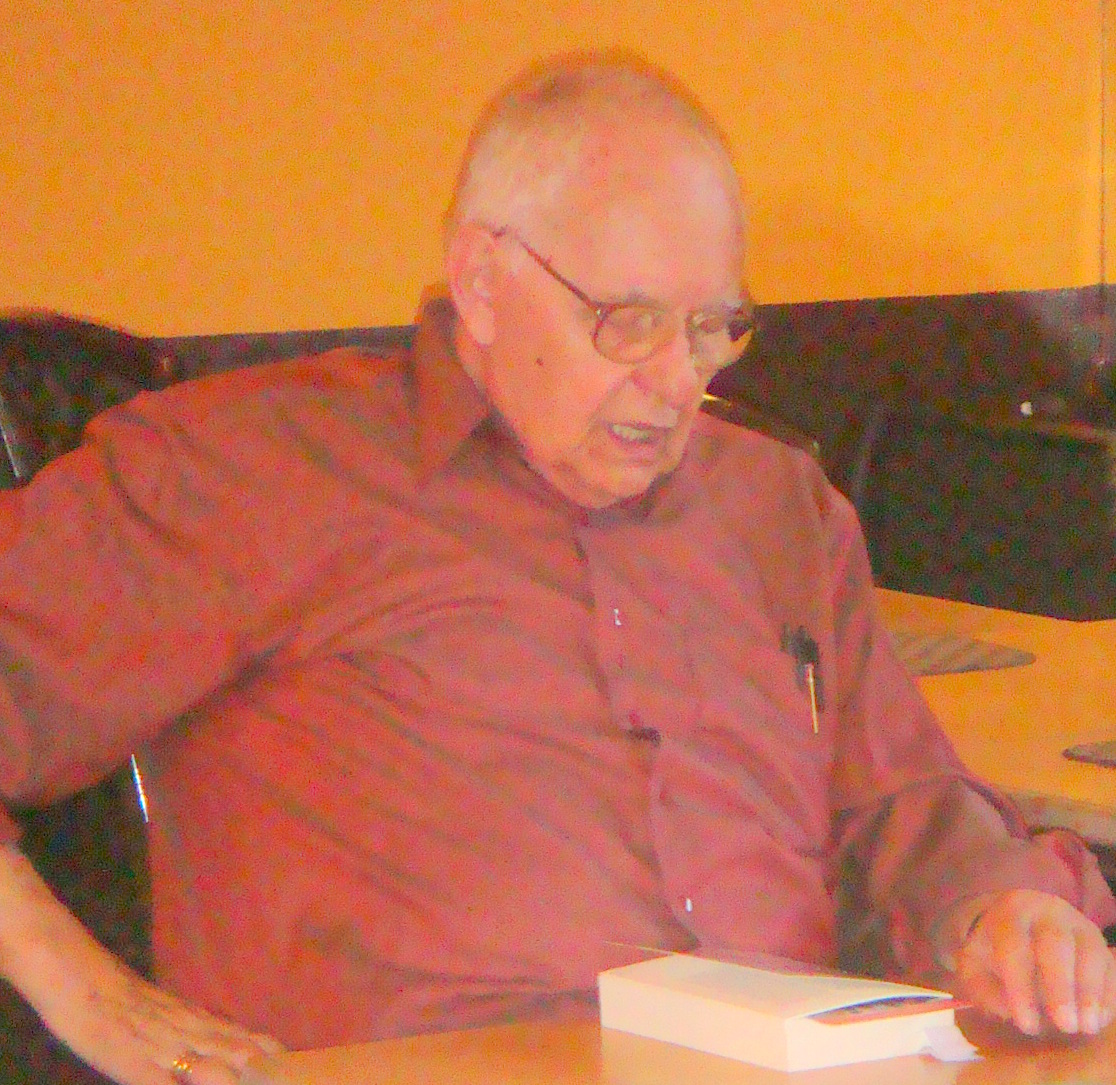
Klaus Huhn bei einer Buchlesung 2011

Klaus Huhn (* 24. Februar 1928 in Berlin; † 20. Januar 2017 ebenda), Pseudonym Klaus Ullrich, war ein deutscher Journalist und Sportfunktionär. Er wirkte als Sportchef des Neuen Deutschland und Vorsitzender der Sportjournalistenvereinigung im Verband der Journalisten der DDR.
Er war als Publizist von Biografien ehemaliger SED-Größen und DDR-nostalgischen Publikationen tätig.
Über die DDR-Radsportlegende Täve Schur veröffentlichte er mehrere Bücher und war Ghostwriter bei dessen Autobiografie. Eine Rezension der Frankfurter Allgemeinen Zeitung charakterisierte das als „impertinente Propaganda“.

## Herkunft und Ausbildung
Huhn stammte aus einer kommunistisch geprägten Familie. Sein Vater war der spätere Notenbankpräsident Willy Huhn.
Huhn besuchte in Berlin und Saalfeld das Gymnasium bis zur 10. Klasse und wurde dann Luftwaffenhelfer. 1946 stieß er zur Deutschen Volkszeitung, dem Zentralorgan der Kommunistischen Partei Deutschlands (KPD) in der Sowjetischen Besatzungszone, nachdem seine Mutter bei der Redaktion nach dem Verbleib seines zu der Zeit noch in der Sowjetunion inhaftierten Halbbruders, des späteren Mitglieds des SED-Politbüros Werner Eberlein, gefragt hatte. Sie wurde an Wilhelm Pieck verwiesen, der die Freilassung Eberleins bei Stalin erwirkte. Huhn wurde als Lokalredakteur und Volontär eingestellt. Im gleichen Jahr trat er in die KPD ein.
1954 nahm er ein Fernstudium der Journalistik an der Karl-Marx-Universität Leipzig auf, 1983 wurde er an der Deutschen Hochschule für Körperkultur in Pädagogik promoviert.

## Sportjournalist und -funktionär
1946 wurde er beim Neuen Deutschland (ND) Lokalreporter und wechselte dann zur Sportredaktion. 1946 trat er dem Verband der Deutschen Presse (VDP), dem Vorläufer des Verbandes der Journalisten der DDR (VDJ), und 1948 dem Deutschen Sportausschuß bei. 1952 wurde er Sportchef des ND und 1953 Mitglied des ND-Redaktionskollektivs. Er schrieb dort unter dem Pseudonym Klaus Ullrich.
Huhn gehörte zur Gründergeneration des SED-Zentralorgans Neues Deutschland und war bis 1990 dort tätig. Er galt „als linientreuester Sportjournalist der DDR“ sowie rhetorisch begabter Betonkopf. Er hatte durch seine Kontakte in höchste politische Stellen Einfluss.
1954 übernahm er die Organisationsleitung der Internationalen Friedensfahrt und blieb 38 Jahre einer der Direktoren des weltgrößten Amateuretappenrennens. Huhn war von 1967 bis 1969 Präsident des Radsportverbandes der DDR. Er war Gründungsmitglied des Deutschen Turn- und Sportbundes und saß bis 1989 in dessen Bundesvorstand.
Von 1978 bis 1988 war er Vorsitzender der Sportjournalistenvereinigung im VDJ, von 1982 bis 1989 gehörte er dem VDJ-Vorstand an. Huhn berichtete von 17 Olympischen Spielen und wurde 1988 vom Internationalen Olympischen Komitee mit dem Journalistenpreis ausgezeichnet. Von 1976 bis 1993 war er im Vorstand des Europäischen Sportjournalistenverbandes (UEPS), zuletzt als Vizepräsident und Generalsekretär. 1980 wurde er in der DDR mit dem Vaterländischen Verdienstorden in Gold und 1986 mit der Ehrenspange zu diesem Orden ausgezeichnet.

## Nach der deutschen Wiedervereinigung
Nach seinem Ausscheiden aus dem Neuen Deutschland gründete er 1991 den Spotless-Verlag, den er bis 2006 leitete. Er war einer seiner Hauptautoren. Der Spotless-Verlag beschäftigt sich hauptsächlich mit DDR-nostalgischen Publikationen. Er gehört heute zur Eulenspiegel Verlagsgruppe. Bücher von Huhn erschienen auch im Verlag Edition Ost. Huhn wurde Mitglied der DKP. Er verlegte die Zeitschrift Beiträge zur Sportgeschichte (wenigstens 29 Bände). Er setzte sich hier auch mit dem Vergleich zwischen den Sportbedingungen im Westen und im Osten auseinander.
Der Nachlass Huhns befindet sich seit 2017 im Bundesarchiv (Bestand N 2757).

## Politische Rolle
Als Sportredakteur des Neuen Deutschland hatte Huhn Macht, die über seine berufliche Tätigkeit hinausging. Er sei „ein führender sportjournalistischer Vertreter der alten Parteielite“ gewesen, der „über sehr gute persönliche Beziehungen zum inneren Zirkel der Funktionäre der Partei- und Massenorganisationen“ verfügte. […] Huhn selbst habe die sportpolitischen Positionen der SED formuliert. Auch sei er als Mitinitiator der Kleinen Agitationskommission bei den Olympischen Spielen in München für die „tägliche Sicherung einer einheitlichen Argumentation“ sowie für die „Hinweise für aktuelle Kommentierungen“ der schreibenden Journalisten verantwortlich gewesen und somit selbst Akteur im System der Anleitung und Kontrolle der Sportpresse.
Huhn wurde von der FAZ als „Chefideologe der Sportberichterstattung“ der DDR charakterisiert.
Über seine sporthistorische Tätigkeit heißt es 1998 an anderer Stelle: „Selbstverständlich ist Wissenschaft offen für alle Weltanschauungen, solange die Spielregeln von Methodik und Theorie eingehalten werden. Problematisch ist dabei jedoch das publizistische Wirken eh. SED-Kader, die heute noch Propagandathesen vertreten, die dem Phänomen [DDR-Sport] in keiner Weise gerecht werden, wie z. B. Dr. K. U. Huhn […] in den Beiträgen zur Sportgeschichte […].“
Huhn kritisierte neben Heinz Wuschech, Günter Erbach und Horst Röder die gerichtliche Aufarbeitung des staatlichen Dopings in der DDR.

### Inoffizieller Mitarbeiter der Staatssicherheit
Der Focus berichtete erstmals 1995, dass Klaus Huhn am 6. Januar 1960 eine Verpflichtungserklärung unterschrieben hätte, an die er sich nach eigenen Angaben nicht erinnern konnte. Er wurde als Inoffizieller Mitarbeiter (IM) des Ministeriums für Staatssicherheit (MfS) mit dem Decknamen „Heinz Mohr“ geführt. Weiterhin berichtete der Focus, Huhn habe Kollegen („ist nicht zuverlässig“) und Sportler denunziert („es besteht nach wie vor Verdacht auf Republikflucht“). Er erhielt an seinem 60. Geburtstag für „seinen guten Kontakt zum MfS und seine operativ wertvollen Informationen“ Geschenke.

## Publikationen
- Profit im Sport. Dietz Verlag, Berlin, 1981.
- Der völlig unnötige Tod des Tom Simpson. Sportverlag Berlin, Berlin, 1983.
- Paradies der Manager. Verlag Neues Leben, Berlin, 1984.
- Blick zurück. Spotless-Verlag, Berlin, 1998.
- Auch dem Papst half ich mal aus der Klemme. Episoden eines bewegten Lebens. Edition Ost, Berlin 2011, ISBN 978-3-360-01822-9.[18]
- Die Lance-Armstrong Story. Nora-Verlag, Berlin, 2012.